# Nasakom
Nasakom war ein politisches Konzept, auf welches der indonesische Präsident Sukarno (reg. 1945–1967) ideologisch seine Präsidentschaft stützte. Nasakom ist ein Akronym bestehend aus den indonesischen Wörtern NASionalisme (Nationalismus), Agama (Religion) und KOMunisme (Kommunismus).
Mitte der 1950er kritisierte Sukarno offen die parlamentarische Demokratie, die auf ständigen Konflikten basiere. Dies laufe gegen die indonesische Idee der Harmonie, die einen natürlichen Zustand des menschlichen Zusammenlebens darstelle. Er strebte ein System an, das auf das traditionelle Dorfsystem der Beratschlagung und des Konsenses (musyawara mufakat) unter Moderation des Dorfältesten beruht. Um die drei Fraktionen der indonesischen Politik – Militär, islamische Gruppen und kommunistische Basisorganisationen – in Einklang zu bringen, propagierte er das Konzept des Nasakom. Mit Unterstützung des Militärs verkündete er im Februar 1957 die Demokrasi Terpimpin („gelenkte Demokratie“). Mitglieder des Kabinetts sollen folglich aus allen drei genannten Fraktionen kommen, einschließlich Mitglieder der kommunistischen Partei Indonesiens (PKI).
Sukarnos Nachfolger Suharto (reg. 1967–1998) führte den Begriff Orde Baru zur Abgrenzung von Nasakom ein.